# プリイェドル
プリイェドル（セルビア語: Приједор, ボスニア語: Prijedor, クロアチア語: Prijedor）はボスニア・ヘルツェゴビナの都市および基礎自治体で、ボスニア・ヘルツェゴビナを構成する構成体のうちスルプスカ共和国に属する。プリイェドルはスルプスカ共和国では2番目に大きな都市で、ボスニア・ヘルツェゴビナでも6番目に大きな都市である。
経済的にも豊かな都市で、幅広い工業やサービス等の産業、教育機関などが立地している。地理的にも戦略的な地点に位置し、ザグレブやベオグラードの他、リュブリャナ、ウィーン、ブダペストなど欧州連合加盟の近隣国の首都へも近いことから工業や商業の成長にとってボスニア・ヘルツェゴビナにとっては重要な位置を占めている。2006年から2009年にかけ建物の修復が進められ町は刷新され、現代ヨーロッパの中規模都市のようになった。プリイェドルは様々な宗教的な場所が混在することで知られており、カトリック、正教、イスラーム等の文化遺産がある。歴史的なオスマン期やオーストリア時代の建物はプリイェドルの町の景観を表している。

## 地理
プリイェドルはボスニア・ヘルツェゴビナ北西部ボサンスカ・クライナ地方にあり、サナ川とゴムイェニツァ川の河畔に位置し南西部の丘陵地にはコザラ山が控える。地形的に北東部にかけ標高が上がり、徐々に800-900m級の標高になる。サナ川によって形成された沖積層に沿っており、南西部にはその支脈が走る。

### 位置関係
| クルパ・ナ・ウニ(60 km), ザグレブ (173 km), ウィーン (547 km) | ボサンスカ・ドゥビツァ (33 km)              | ボサンスカ・グラディシュカ (90 km), ブダペスト (474 km)    |
| ボサンスキ・ノヴィ (32 km)                                    |                                             | コザラツ (13 km), オマルスカ(20 km), ベオグラード (336 km) |
| リュビヤ (8 km), トリエステ (412 km)                          | サンスキ・モスト (33 km), スプリト (300 km) | バニャ・ルカ (48 km), サラエヴォ (250 km)                  |

## 歴史

### 先史時代
要塞化された箇所や居住地は比較的早い時期から存在し、既知の史実によってプリイェドルは17世紀までその跡を遡ることができる。しかしながら、プリイェドルはこの地域の中心でありより古くから植民が行われ、文化が起こってから現在に至るまで連続的に続いている。多くの先史時代や中世の考古学的発見が成されており先史時代では、紀元前2100年頃に遡る生活の証拠として多くの居住地跡が発見され、居住地の低い方では古墳なども見つかっている。ローマ時代以前やローマ時代にはプリイェドル周辺はイリュリア人部族のマエザエイ族 (Maezaei) やパンノニア人が居住しており、採鉱能力があった。リュビヤ (Ljubija) はプリイェドルに近く、多くの遺跡からローマ時代の証拠となる鉄製品が見つかっている。ジェコヴィ (Zecovi) に鉄器時代以来のイリュリア人の古墳がある。また、伝説ではサナ川はローマ人が名付けたとされる。

### オスマン・オーストリア時代
1878年までボスニアはオスマン帝国の支配下にあった。約200年前、この地域では、数多くの要塞が築かれオーストリアから絶えず国境を守っていた。大トルコ戦争期にオスマンが敗北を喫すと国境はオーストリア側が恩恵を受ける東側に移動する。プリイェドルが最初に言及されたのは1693年から1696年にかけて起こった戦いで、オーストリア側領域の司令官によりラテン語で書かれた要塞の居住地が焼けたことに関する報告書で、パランカ・プラエドル“Palanka Praedor”と言及されている。パランカ“Palanka”はサナ川に人工的に造られた島に築かれた木製の要塞を示している。それはあまりはっきりとしていないが、プリイェドルの地名はそこから得たものとされるが、現在は2つの説がある。一つはサナ川の浸透によってこの地域一帯が洪水になったことに関連しセルビア・クロアチア語等で浸透を意味する“prodor”と、二つ目に考えられているのは人と馬の間で競走が行われたことから来ている説である。馬は一般的に“Doro”として知られ、競走では人が勝ち馬の前にゴールに達したことから、前を意味する“Prije”と合わせて馬の前を意味する“Prije Dore”となったとも言われている。18世紀中頃、新たに石で築かれた要塞が現れ3つの塔と大砲からの2つの発射口が設けられていた。1745年のイスタンブールからの情報の公文書には、2つの町に新たに築かれたパランカ・プリドルスカ・アダ (Palanka Pridorska Ada) に渡る防護を指示している。これは、最初にサナ川に面した要塞に関して言及したもので町はその後開発された。

### 19世紀以降
要塞の出現と一緒に、城壁の外側での居住地の開発も同時期に始まった。居住者はおそらく付近に住んでいたキリスト教徒で、居住地と町は一緒になり北側へと広がっていった。町は航行可能なサナ川の恩恵によって急速に発展し、商業や手工業の開発が進められた。後に最初の鉄道建設が行われ、プリイェドルを通っている。1873年にドブルリィナ (Dobrljina) からバニャ・ルカへ至る鉄道が開業している。要塞は1851年まで軍事施設として存在したが、町の発展とともに地元住民の住宅建設に使われるため壁は壊されている。1882年、大火に見舞われ119戸の住宅と56の大規模な商店、学校、正教の教会等が被害を蒙り140世帯の家族が家を失った。翌年、オーストリア当局によって巨大な製材所がコザラ山の麓に開業し、プリイェドルの歴史では初の工業的な施設であった。
大火の後、町の開発は集中的に進められ私有や国有の建物が増えた。木造の建築物は近代的な材質の建物に置き換えられ、都市計画が作られ通り等が整備されている。新たにセルビア系の小学校や正教の教会、ホテルなどが建てられた。町には初めて文化的な団体が現れ、同様に図書館や閲覧所、印刷所なども出現している。第一次世界大戦後、あらたにユーゴスラビア王国が成立しボスニア・ヘルツェゴビナはその一部となった。プリイェドルは貿易や手工業の中心地として地域にとって重要な場所であった。鉄鉱石の鉱山がプリイェドル近くのリュビヤ (Ljubija) に開かれ、約4,000人の労働者が雇われ、町の経済は強いものとなった。鉱山は当時のヨーロッパではもっとも規模が大きく、近代的なものとされていた。

### 第二次世界大戦
ムラコヴィツァの記念碑は第二次世界大戦中にパルチザンによる抵抗運動の記念で、戦時中セルビア系の多くの市民や子供たちが、クロアチア系のウスタシャやドイツ国防軍によって虐殺された。

### ボスニア・ヘルツェゴビナ紛争
ボスニア・ヘルツェゴビナの独立の過程で、プリイェドルで規模ではスレブレニツァの虐殺と並んで悲惨な虐殺と言われるプリイェドルの虐殺が起こっている。プリイェドルの郊外であるコザラツには1992年から1995年にかけて起こったボスニア紛争時には多くのボシュニャク人が犠牲となった。プリイェドル近郊には1992年にラドヴァン・カラジッチ率いるセルビア系軍事組織によって設立された、悪名高い強制収容所であるオマルスカ強制収容所やケラテルム強制収容所、トルノポリェ強制収容所がありボシュニャク人やクロアチア系市民が収容されていた。ケラテルムとオマルスカの強制収容所での犯罪についてのボスニア・ヘルツェゴビナでの裁判前、エネス・カペタノヴィッチ(Enes Kapetanovic)の証言によれば「1992年4月以降のセルビア人によるプリイェドルの乗っ取り後、もし新しい当局に忠誠を誓うなら毎日白いバンドを腕に身に付けなければならないと知らせていた。私たちはすべて、大人や子供は同様にそれを身に付けていた。」と述べている。
プリイェドルは紛争中、ボシュニャク人やクロアチア系市民、協力的でないセルビア系市民に対して集団的な強姦や虐殺の場となりカラジッチの軍によって行われていた。プリイェドルの乗っ取りに中心的な役割を果たした政治家の一人であるミロミル・スタキッチ (Milomir Stakić) は旧ユーゴスラビア国際戦犯法廷 (ICTY) で40年の刑が言い渡されている。2010年12月21日にはゾラン・バビッチ (Zoran Babić)、ミロラド・シュクルビッチ (Milorad Škrbić)、デュシャン・ヤンコヴィッチ (Dušan Janković)など紛争中、プリイェドルの治安機関に就いていた者は150人のボシュニャク人やクロアチ系が殺されたコリチャニ断崖の虐殺 (Masakr na Korićanskim stijenama) で86年の刑が確定している。

2010年にコザラツには強制収容所で犠牲となったボシュニャク人を追悼し、記念碑が開かれた。

## 人口動態

### 1910年
1910年からのオーストリア＝ハンガリー帝国のプリイェドルの人口統計によれば、人口の59.08%はセルビア正教に属し多数派であった。

### 1971年-1981年-1991年
ユーゴスラビア時代の人口統計によれば以下の通り推移している。
| 年     | 合計      | ボシュニャク人  | セルビア人      | クロアチア人  | ユーゴスラビア人 | その他        |
| ------ | --------- | --------------- | --------------- | ------------- | ---------------- | ------------- |
| 1971年 | 97,921人  | 39,190 (40,02%) | 46,487 (47,47%) | 8,845 (9,03%) | 1,458 (1,48%)    | 1,941 (2,00%) |
| 1981年 | 108,868人 | 42,129 (38,69%) | 45,279 (41,59%) | 7,297 (6,70%) | 10,556 (9,69%)   | 3,607 (3,33%) |
| 1991年 | 112,543人 | 49,351 (43,85%) | 47,581 (42,27%) | 6,316 (5,61%) | 6,459 (5,73%)    | 2,836 (2,54%) |

プリイェドルはボスニア・ヘルツェゴビナでは6番目に人口が多い都市で、1991年には112,543人に達している。プリイェドル市街自体の人口は1991年現在、34,635人で構成は以下の通りであった。
- 13,927人 (40,21%) セルビア人
- 13,388人 (38,65%) ボシュニャク人
- 4,282人 (12,36%) ユーゴスラビア人
- 1,757人 (5,07%) クロアチア人
- 1,281人 (3,69%) その他

1991年当時はボシュニャク人とセルビア人の割合はほぼ拮抗している。

### ボスニア・ヘルツェゴビナ紛争以降の人口動態
2006年現在の多数派はセルビア人である。直近の人口統計によれば、94,096人の人口のうち48%は市部に居住し、52%は郊外部に居住している。2006年現在の人口はセルビア人とボシュニャク人で構成され、セルビア人は人口の84%を占め81,041人に上りボシュニャク人は15,055人で16%を占める。いくつかの資料によれば2006年の統計より実際の人口はもっと多いと言う指摘もあり、130,000人近くが居住しそのうち70%が市部に居住していると見られている。経済活動の活発化や大規模な建物の整備、教育機会の増加がその背景にありボシュニャク人、セルビア人の両方とも市部に移りその機会を見つけている。僅かながらボシュニャク人のプリイェドルへの帰還も増え、人口も増加している。

## 教育
プリイェドルにおいて初めて教育機関が組織されたのは、19世紀前半に遡る。1834年、プリイェドルではセルビア系の小学校が設立され後の1919年に公立学校と呼ばれている。1923年に初の重要な教育機関としてプリイェドルギムナジウムが設立された。今日、11の小学校が市内にあり8,000人の生徒がおり、高校は6校あり4,000人の学生が在籍する。音楽学校や特別支援学校なども自治体の教育機関の一部となっている。ここ数年来は、重要な目的として大学、カレッジが設立されている。その結果、現在プリイェドルでは経済学や情報化学のカレッジや、バニャ・ルカ大学の採鉱に関する地質学の学部が立地している。市の北西部であるペチャニ (Pećani) には設立中の法学、経済の大学がありプリイェドルでは初めて設立される独立した大学となる。

## 経済
プリイェドルはボスニア・ヘルツェゴビナにおいてはサービス産業や工業の中心地でいくつかの大企業が拠点としている。金融では11の国際的な銀行があり、5つのマイクロクレジット機関が設立されている。近隣国に近い地理的に戦略的な位置から潜在的な可能性もあり、ボスニア・ヘルツェゴビナの中にあっては経済拡大には良い傾向にある。周辺部では農作地も広がっており、教育水準の高さもありプリイェドルでは様々な産業が可能である。

### 工業・農業
プリイェドルには世界最大の鉄鋼メーカーアルセロール・ミッタルのボスニア・ヘルツェゴビナ本部がある他、酸化鉄の顔料を製造する化学メーカーのフェロックス (Ferrox) やボスニアを代表する鉄鋼メーカーで貯水場、機械生産設備、プラント類を手がけるボスナモンタザ (BosnaMontaza AD) が立地する。他にクロアチアの食品メーカーであるクラシュ (Kraš) は、ボスニア・ヘルツェゴビナでも最大規模の工場をプリイェドルに有し、ミラ (MIRA) やクラシュ (Kraš) のブランド名で菓子類を製造している。プリイェドルチャンカはボスニアを代表するラキアのブランドの一つで、セルビアやクロアチアなどでも扱われている。セルパク・プリェドル (Celpak Prijedor) もまた大きな企業の一つで、紙類やセルロースが輸出されている。プリイェドルでは果物や園芸品の生産、畜産、それらを基にした食品加工業が盛んである。サニチャニ湖 (Saničani) では南ヨーロッパでは商業的には最大規模の魚の養殖が行われている。

## 交通
ザグレブ - サラエヴォ - プロチェを結ぶ鉄道路線の途上にプリイェドルを位置している。また、バニャ・ルカやクロアチアのザグレブ、シサクなどと結ばれる高速道路またはそれに準ずる規格の幹線道路の整備計画がある。市内には3つの路線バス系統があり、60の停留所がある。飛行場が北東部のウリイェ地区にあるが、軽飛行機やグライダーなどに使われている。

## スポーツ
サッカーのクラブチームFKルダル・プリイェドルが、プリイェドルを本拠地としてプレミイェル・リーガに参加している。プリイェドルでもっとも古いクラブチームは、テニスが1914年に設立され、サッカーはOFKプリェドルが1919年に設立されている。コザラ国立公園内にはスキー場があり、周辺のホテルには様々なスポーツ施設がある。プリェドルでサッカー以外に人気があるスポーツはバスケットボールとハンドボールで、バスケットボールではKKプリイェドルがハンドボールではRKプリイェドルのチームがそれぞれ高いレベルに位置している。

## 文化
プリイェドルには博物館を始め、ギャラリーや図書館、映画館、劇場など幅広い文化施設が点在する他、毎年多くの幅広い分野の文化的なイベントも開催されている。

### 博物館
プリイェドルは1953年に設立されたコザラ博物館があり、地域的な地位がある。また、地元の偉人であるムラデン・ストヤノヴィッチ博士 (Dr. Mladen Stojanovic) の自宅は、今日では記念館となっている。近隣に位置する、コザラ国立公園にはムラコヴィツァ戦争博物館があり第二次世界大戦を含む写真や、銃、大砲などコザラの戦いで使われた物が展示されている。

### 宗教施設

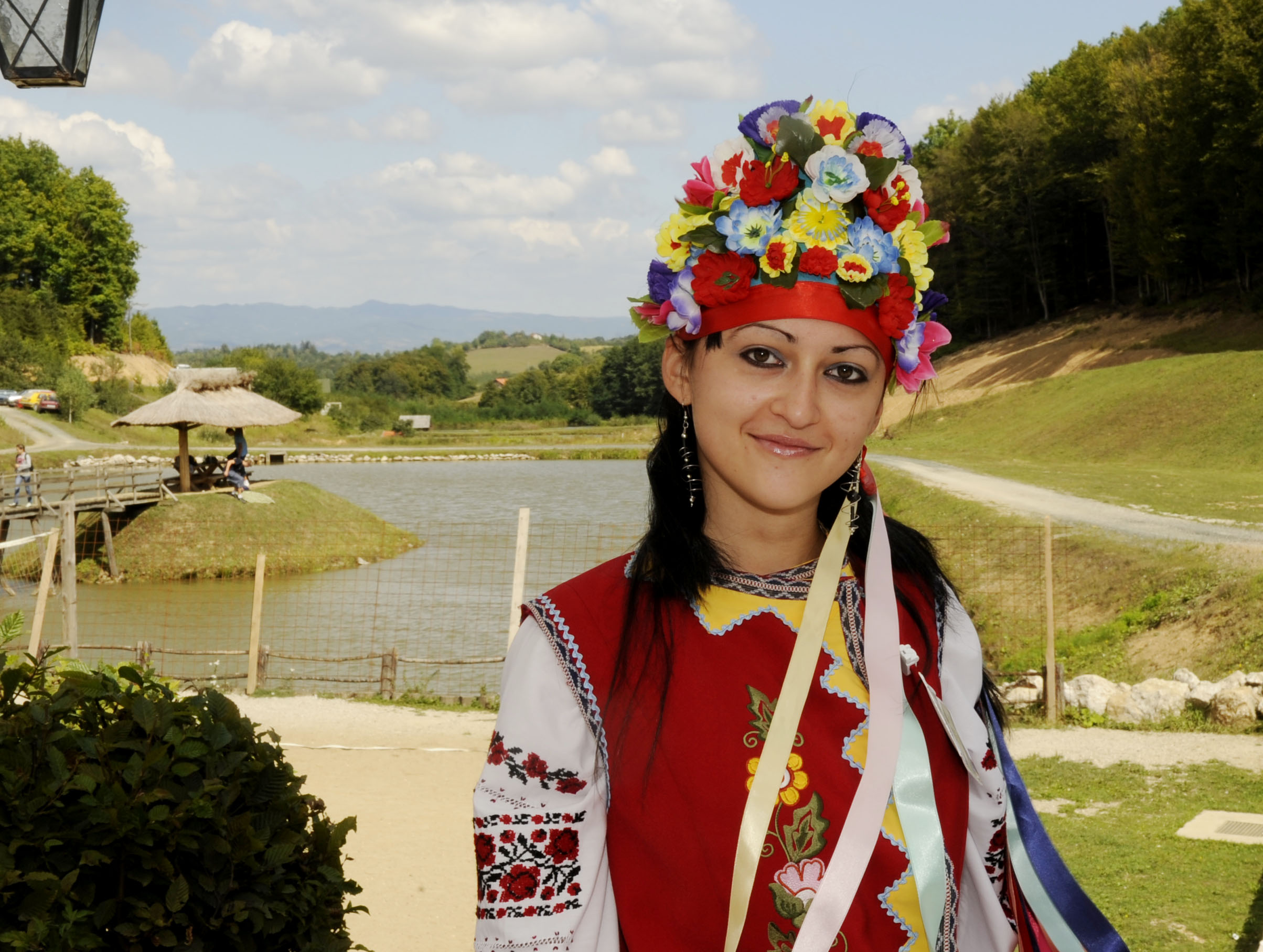
ボスニアの伝統的な衣装

プリイェドルはカトリック教会、正教教会、イスラム教のモスク等、多様な宗教が集まる都市である。今も多くのモスクが市中心部には立地し、古いものは16世紀から17世紀に遡る。もっとも良く知られているモスクはツァルシイスカ・ザミヤ (Carsijska dzamija) で1750年に建てられ、メインストリートにある。モスクには図書館や学校も含まれる。プリイェドル自治体内には33のモスクの他、カトリック大聖堂があるがボスニア紛争中に破壊され損害を受け再建や改修が行われている。正教教会では1891年にツルクヴァ・スヴェテ・トロイツェ (Crkva Svete Trojice) が建てられ、周辺の壁や小さな教会公園も含まれる。カトリック大聖堂では "Sv. Josip" が1898年に建てられ、中心部の劇場近くにある。第二次世界大戦以前は少数のユダヤ教徒も居たが、現在ではこの町でその痕跡を見ることはない。

## 姉妹都市
- マニサ、トルコ
- パンチェヴォ、セルビア
- キキンダ、セルビア
- ネアポリス、ギリシャ
- スン、ノルウェー

協力都市
- トレント、イタリア
- ボヴェツ、スロベニア
- ノヴォ・メスト、スロベニア
- デミール・ヒサール、北マケドニア

## ゆかりの人物
- ヨシップ・イリチッチ - サッカー選手
- エルディン・ヤクポヴィッチ - サッカー選手